# چاستاره
چاستاره (به لهستانی:  Czastary) یک روستا در لهستان است که در گمینا چاستاره واقع شده‌است. چاستاره ۱٬۰۲۳ نفر جمعیت دارد.